# 圖唐阿
8°37′39″S 179°04′42″E / 8.6275°S 179.0782°E

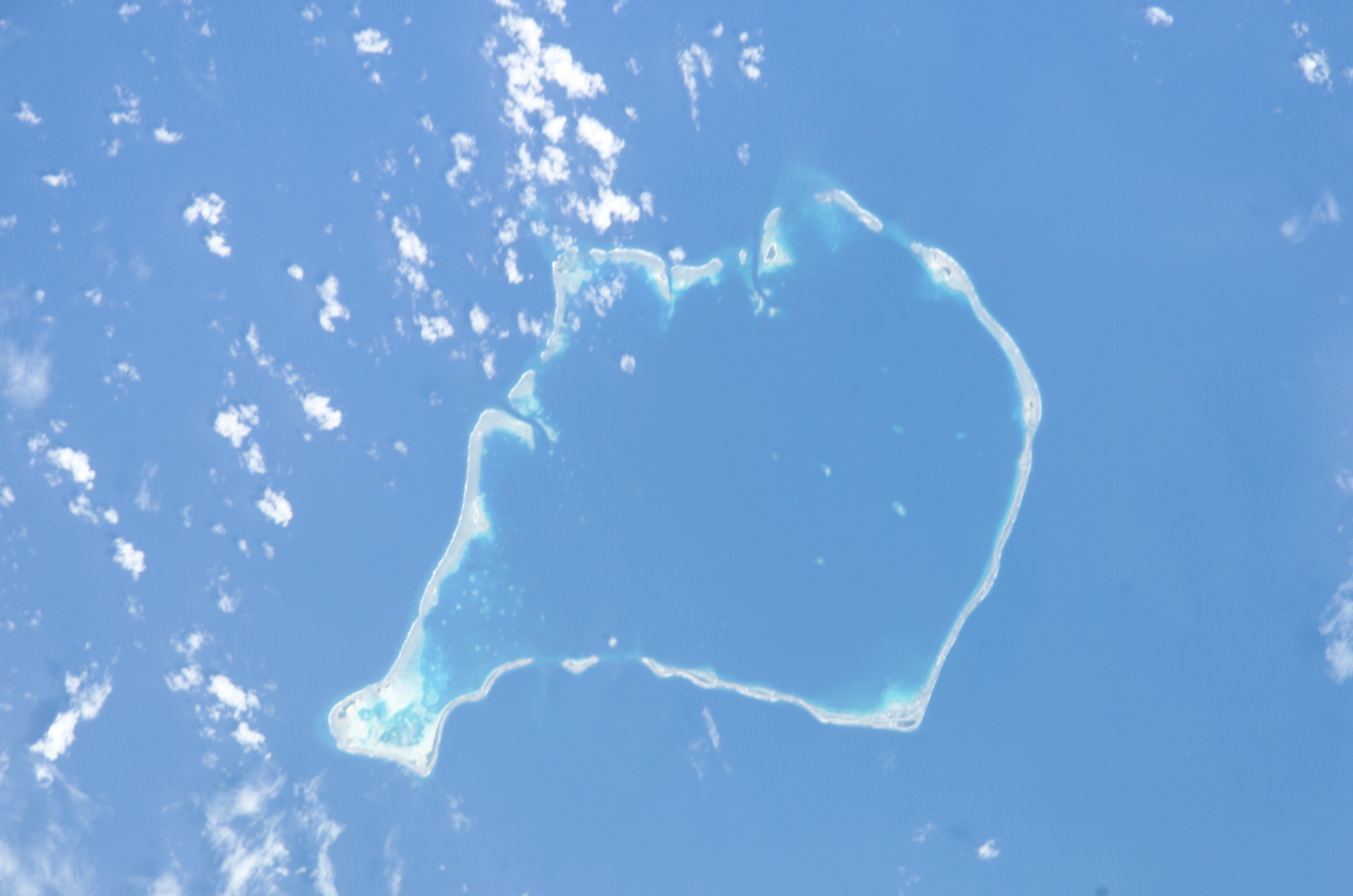
富納富提全圖

圖唐阿（英語：Tutanga Isle）是一個位於吐瓦魯首都富納富提的一座珊瑚礁島嶼。海拔11米。平均温度为2度，最热的月份是3月，为12度，最冷的月份是7月，为0度。